# Hymenophyllum nanostellatum
Hymenophyllum nanostellatum är en hinnbräkenväxtart som beskrevs av David Bruce Lellinger. Hymenophyllum nanostellatum ingår i släktet Hymenophyllum och familjen Hymenophyllaceae. Inga underarter finns listade.